# Макс Пецали
Макс Пецàли (на италиански: Max Pezzali), роден Масимо Пецали (на италиански: Massimo Pezzali; * 14 ноември 1967, Павия, Италия) е италиански певец, автор на песни и актьор.
Става известен като фронтмен на група 883, основана заедно с неговия приятел Мауро Репето през 1989 г. От 2004 г. Пецали започва солова кариера, като окончателно изоставя групата.
Макс Пецали е сред най-следваните певци на италианската музикална сцена, с над 7 милиона продадени записа (включително тези с 883) по време на кариерата си, в която издава общо 21 албума и 61 сингъла и е удостоен с няколко награди, включително тринадесет Телегато, три победи на Фестивалбар от дванадесет участия, получава признание на музикалното събитие Диск за лятото за две участия, десет Музикални награди „Уинд“, една Награда „Лунеция“, три участия в Летния фестивал, четири Италиански музикални награди, три Венециански музикални награди, седем награди „Рим Видеоклип“, две Награди „TRL“ и три Световни музикални награди.

## Биография
Родом от северноиталианския град Павия, Пецали е син на цветарите Серджо Пецали и Алба Сканавини. Запалва се по музиката от ранна възраст, особено в гимназиалните години, когато учи в научната гимназия „Николай Коперник“ в родния си град. Повтаряйки третата година, среща Мауро Репето, една година по-млад от него, с когото започва да пише музика. След гимназията се записва във Факултета по политически науки на Павийския университет, като се явява само на един изпит (по социология).

### Група 883 (1989 – 2004)
След дебюта с временното име I Pop и появата им в телевизионната програма 1, 2, 3 Jovanotti, в която 883 (Ото ото тре) и Джованоти пеят песента Live in the Music, изцяло на английски, през 1991 г. групата участва във Фестивала в Кастрокаро с песента Non me la menare („Не ме размотавай“). В този период Макс е ценен както за вокалните си умения, така и за текстовете, написани заедно с Мауро Репето, написани на прост, но директен и ефектен език. Големи успехи са Hanno ucciso l'Uomo Ragno („Убиха Спайдърмен“), взета от едноименния им албум, Con un deca („С 10 хиляди лири“), Sei un mito („Мит си“), с която се утвърждават като успешна група, Nord sud ovest est („Север юг запад изток“) и Come mai („Как така“), с която печелят Италианския фестивал през 1993 г. Албумът Nord sud ovest est се продава в над 1 300 000 екземпляра. Когато през 1994 г. Репето напуска групата заради своите кинематографски амбиции, Макс става лидер и главен неин композитор.
След това 883 издават албумите La donna il sogno & il grande incubo (Жената, мечтата и големият кошмар) през 1995 г., La dura legge del gol! (Твърдият закон на гола!) през 1997 г., успешната компилация Gli anni (Годините) през 1998 г., Grazie mille (Много благодаря) през 1999 г. и Uno in più (Един в повече) през 2001 г. Голям успех има концертът им на 21 юли 1998 г. на Пиаца дел Дуомо в Милано, на който присъстват около 100 хил. души.
Освен дейността на групата през 1998 г. Пецали се посвещава на писането и публикува Stessa storia, stesso posto, stesso bar („Същата история, същото място, същото кафене“) – книга, в която свързва отново житейския си опит с текстовете на песните си. Той е и главният герой на Jolly Blu – филм, базиран на песните на 883, който има малък успех в киното, но добър отзвук по телевизията. 
През 1995 г., наред с други неща, той се посвещава на писането на песни за други певци (пише Aeroplano за 16-годишната Катерина Рапочо и L'ultimo bicchiere за Ники) и се опитва за първи път в кариерата си да участва във Фестивала на италианската песен в Санремо. Той участва както като певец, който се състезава с парчето Senza averti qui (Без да те имам тук), така и като съавтор заедно с Репето на парчето Finalmente tu („Най-накрая ти“), изпято от Фиорело.
През 2002 г. излиза компилацията Love/Life с подзаглавие L'amore e la vita al tempo degli 883 (Любовта и животът по времето на 883). Тя съдържа най-известните балади на групата с добавяне на двете нови песни, излезли като сингли: Ci sono anch'io („И мен ме има“) – италиански саундтрак към филма на Дисни „Планетата на съкровищата“ и Quello che capita („Онова, което се случва“). Той се подписва с името Макс Пецали / 883, сякаш за да предизвести края на ерата 883 и изоставянето на марката, и началото на солова си кариера. 
През 2003 г. излиза новият албум на Елио е ле Сторие Тезе Cicciput, в който сред различните изпълнители, които си сътрудничат, Макс Пецали участва в песента Shpalman® – стартовият сингъл, с който печели наградата за най-добър музикален видеоклип на Италианските музикални награди.

### Солова кариера (2004 – до момента)

#### 2004 г.: АлбумIl mondo insieme a te
През 2004 г. Пецали решава да се откаже от историческата марка 883. През 2004 г. той издава албума Il mondo insieme a te (Светът заедно с теб), издаден в две версии: нормална, съдържаща само CD, и специална с DVD, в ограничен тираж, от който са публикувани само 30 хил. номерирани копия. Албумът е успешен и получава две платинени диска за своите 200 хил. продадени копия. От него са извлечени пет сингъла: Lo strano percorso („Странният маршрут“), Il mondo insieme a te („Светът заедно с теб“), Fai come ti pare („Прави каквото щеш“), Eccoti („Ето те“) и Me la caverò („Ще се справя“). 
През септември на о-в Лампедуза той участва във фестивала О'Ша, извикан от Клаудио Балиони, с когото прави дует в песента Come mai („Как така“). В този период Макс Пецали е много близък до феновете си и е доста активен в Интернет: стартира фотоблога „Една на ден“, на който слага 365 снимки (т.е. за една година), направени от самия него – оригинална идея, неизползвана досега от италиански певец.
През юли 2004 г. стартира турнето му Max Live Tour 2004. 
През 2005 г. получава две награди на Награда „Рома видеоклип“ за видеоклиповете на песните Lo strano percorso и Il mondo insieme a te.

#### 2005 – 2006 г.: Успех на компилациятаTuttoMax
През 2005 г. излиза компилация от хитове на Пецали и на 883, озаглавена TuttoMax (ВсичкоМакс). В нея не са включени нови песни, както и нов аранжимент на Eccoti („Ето те“) (съдържаща се в предишния му албум и първи сингъл), и е включено още едно парче от предишния му албум – Me la caverò („Ще се справя“), издадено като втори сингъл. Въпреки това двойният компактдиск остава в продължение на 12 последователни седмици на върха на италианските класации през лятото и получава четири платинени диска за над 350 хил. продадени копия, и печели наградата за най-добър албум на годината на Фестивалбар. На 2 април певецът се омъжва и снимките от сватбата се появяват във финала на видеоклипа на песента Eccoti. На 21 октомври 2005 г. излиза вторият сингъл от компилацията в специално digipak издание, съдържащо двата сингъла Eccoti и Me la caverò, и концерните изпълнения на Bella vera, Come mai и Nessuno rimpianto. На 25 ноември излиза и TuttoMax Video – DVD с 34 видеоклипа на песните на певеца и с въпросите, най-често задавани към него. На 24 декември по италианския телевизионен канал Italia 1 излъчен едночасов специален концерт на Пецали, проведен в Медиоланум Форум в Асаго на 31 октомври 2005 г. Той също така стартира подкаст, в който вмъква малки видеоклипове от турнето, достъпни за всички негови фенове.
През същата година певецът се завръща на Фестивала в Санремо след 10-годишна пауза, в деня на дуетите, с песента Francesca в дует с DJ Франческо. Студийната версия на дуета излиза и в албума на DJ Франческо Il mondo di Francesca. По-нататъшно сътрудничество е в албума La fantastica storia del pifferaio magico на Едоардо Бенато, с когото Пецали пее в дует песента La televisione, che felicità („Телевизията, какво щастие“). Турнето Max Live Tour 2005 стартира през октомври. През 2005 г. певецът получава и три награди на Наградата „Рома Видеоклип“ за видеоклиповете на песните Eccoti, Fai come ti pare и Me la caverò.
През 2006 г. певецът прави пауза. Въпреки това той участва в албума с кавъри на Лучо Батисти Innocenti evasioni 2006, изпълнявайки със Стилофоник La metro eccetera („Метрото и т.н.“), и си сътрудничи с Фламинио Мафия в стартовия сингъл на техния албум La mia banda suona il rap (Моята група свири рап), като участва и като автор, и като изпълнител на припева на песента. Взима участие и във Венецианските музикални награди, където получава наградата за най-добър албум за TuttoMax. По-късно получава и наградата Телегато за същия албум.

#### 2007 г.: АлбумTime Out
На 25 май 2007 г. певецът издава нов албум – Time Out, първият албум с оригинални песни от 2004 г. насам, който става платинен още преди да бъде пуснат в магазините в Италия, заради 80-те хил. предварителни заявки. Албумът отива директно на първото място в италианската класация за най-продаваните албуми. Стартовият сингъл Torno subito („Веднага се връщам“) е един от хитовете на лято 2007. В сингъла, както и в останалата част от албума, Макс развива и консолидира темата, повтаряща се в дискографията му, за визията си за живота като пътуване. Той казва:
| „ | Образът на пътуването е една от темите, които преминават през целия албум и които съм развил най-вече през кариерата си: живеем във все по-бърза епоха, в която винаги трябва да бягаш, работиш и произвеждаш, в която имаш нужда да се придвижваш от точка А до точка Б възможно най-бързо. И във физическото пътуване, и в живота като цяло. За мен, от друга страна, пътуването няма значение дестинацията, която трябва да се достигне, а самият път, фактът, че се наслаждавам на пътя, на компанията, на всеки един аромат „Time Out“ означава точно това: нека да си починем и да се насладим на пътуването независимо от дестинацията. | “ |

Със стартовия сингъл на новия албум певецът участва във Фестивалбар 2007. На 7 септември в радио ротация излиза вторият сингъл Sei fantastica („Фантастична си“). В парчето участва Ерос Рамацоти, изпълнител на последното китарно соло. В албума участват също Сирия и Тициано Феро.
На 12 октомври стартира турнето му Max Pezzali 2007. Датите в Кунео, Болоня, Милано, Торино, Тревизо и др. са разпродадени, и са добавени две дати в Рим поради прекомерни заявки.
През 2007 г. Макс получава две награди на Награда „Рома Видеоклип“ за видеоклиповете на Torno subito и Sei fantastica. През същата година участва и във Венецианските музикални награди 2007, където получава наградата за най-добър албум.

#### 2008 – 2010 г.: Концертен албумMax Live 2008и пауза
Певецът е активен и в Интернет благодарение на новия си фотоблог Qualcuna al giorno в платформата tumblr. Той публикува линкове, снимки, които е направил, и видеоклипове, които споделя с феновете си.  
На 8 април 2008 г. във всички италиански книжарници излиза първият му роман Per prendersi una vita (За да си вземеш живот). Това е историята на четири момчета от 1988 г. и как събитията от едно лято променят живота им завинаги: изведнъж те стават възрастни поради труден избор. Пецали представя книгата на минитурне из множество книжарници в Италия, и тя се радва на голям успех. 
През юни той получава наградата TRL History за жизнено постижение на наградите TRL на Ем Ти Ви като изпълнител, повлиял на историята на популярното шоу Total Request Live, белязвайки поколение зрители. 
След повече от 17 години кариера и след 13 години турнета дискографията на Макс Пецали е украсена с концертен албум: на 23 май излиза Max Live 2008 – първият CD + DVD Live в кариерата му. Дискът събира 17 изключително успешни песни, изпети в турнето Max 2007 с добавяне на две оригинални песни: Mezzo pieno o mezzo vuoto („Наполовина пълен или наполовина празен“) и Ritornerò („Ще се върна“). DVD-то съдържа видеото от концерта в Тревизо от разпродаденото турне през 2007 г. Първият оригинален сингъл Mezzo pieno o mezzo vuoto е в радио ротация от 2 май и е един от най-излъчваните хитове по радиостанциите в цяла Италия, като става летен хит. Втората непубликувана песен е баладата Ritornerò, в радио ротация от 29 август. 
През юни 2008 г. започва Max Live Tour 2008 и преминава през повече от 25 италиански града. Открояват се концертите в Монца на 14 юни, в Сетимо Торинезе на 24 юни, в Рим на 19 юли, в Линяно Сабиадоро на 28 август, във Флоренция на 30 август, в Сеграте на 5 септември, в Павия на 7 септември, във Верона на 15 септември и много други, и завършват след повече от 3 месеца в Падуа на 5 октомври. През същото лято той получава наградата „Асомела Златна ябълка“ на Венецианските музикални награди.
През септември, по повод Дните на Ем Ти Ви 2008, Макс е главен герой на специалната вечер на MTV Storytellers – шоуто, в което изпълнителите разказват за произхода на своите песни и за техния метод на писане, изпълнявайки свои хитове в безпрецедентна полуакустична версия с добавянето на струнния квартет Солис. На 14 ноември излиза ShowTime h. 21.30 – DVD, който за около 110 минути разказва зад кулисите на Max Tour Live 2007.
След новогодишната нощ в Сардиния (в Кастелсардо) Макс обявява, че ще се посвети на сина си Ило, роден през септември 2008 г.
През март 2009 г. той си сътрудничи с дАРИ – млада емо група от град Аоста, в сингъла им Non pensavo („Не мислех“). Оригиналната версия на песента, изпята от групата, е част от техния дебютен албум; в новата версия Макс пее някои строфи и участва като партньор във видеото, заснето изцяло в Торино в средата на март. На 3 април песента се излъчва по всички радиостанции и видеото е в ротация в музикалните мрежи и се представя (с парчето) заедно с дАРИ на Наградите TRL, печелейки наградата Best Cartello.
На 21 април Макс участва в записа на сингъла Domani 21/04.2009 – инициатива на Джованоти и Неграмаро за подкрепа на реконструкцията на град Акуила след тежкото земетресение същата година.
През юни той участва в Музикалните награди „Уинд“, по време на които получава платинен диск за продажби на Max Live 2008. В същия период е пуснато официалното видео на Il meglio („Най-доброто“) – парче, съдържащо се в албума му Time Out от 2007 г. Особеността на това видео е, че е направено от млад фен, който е забелязан от Пецали и Клаудио Чекето и има възможността да използва работата си като официално видео.
През месеците юли-август, частично отричайки намеренията си за творческа отпуска поради бащинство, Макс участва в турне с намален състав в сравнение с групата, която го следва стабилно от няколко години. През същото лято получава наградата за житейски постижения на Венецианските музикални награди.
На 2 декември пее в дует с Явана на финала на X Factor песента Come mai. На 31 декември участва в Римини заедно с други певци в телевизионната програма L'anno checome, излъчвана по Rai 1 за отпразнуване на новата година. Веднага след това той решава да си вземе една година пауза, за да се посвети на написването на новия си албум.
На 19 март 2010 г. Макс се появява в кратко камео в четвъртия сезон на телевизионния сериал „Инспектор Колиандро“, излъчен за първи път в Италия по Rai 2.

#### 2011 г.: Завръщане в Санремо и албумTerraferma
Макс Пецали е конкурент на Фестивала на италианската песен в Санремо с парчето Il mio secondo tempo („Моето второ полувреме“), а на вечерта, посветена на 150-годишнината от Обединението на Италия, той пее с Ариза популярната песен Mamma mia dammi cento lire, свързана с темата за италианската емиграция. Вечерта на дуетите той изпълнява състезаващата се песен заедно с комично/певческото изпълнение на Лило и Грег. На четвъртата вечер е елиминиран. В следващите години той заявява, че няма приятни спомени, свързани с конкурса.
По същото време с фестивала, на 16 февруари 2011 г., той издава третия си самостоятелен студиен албум, озаглавен Terraferma (Суша). На 31 май същата година е издадена луксозната версия на албума с добавени 3 бонус песни. След издаването му певецът информира феновете си, че Terraferma Tour 2011 ще стартира на 30 април в Рим и след това ще обиколи цяла Италия.
На 25 март певецът обявява по радиото, че вторият сингъл от албума Terraferma е Credi („Вярваш“), издаден на 30 април. Макс взима участие в Наградите TRL през април, в които представя сингъла си Credi, пуснат по радиото в края на същия месец. Към края на май Terraferma получава златен диск за повече от 30 хил. продадени копия, а Пецали е призован да получи наградата на Музикалните награди „Уинд“. Той също е един от петимата финалисти за Награда „Могол“ с Il mio secondo tempo. Той участва и в Дните на Ем Ти Ви в края на юни.
На 1 юли излиза третият му сингъл Quello che comunemente noi chiamiamo amore („Това, което обикновено наричаме любов“), за да придружава лятната част от турнето на певеца, което се провежда между юли и август с нови дати. Макс пее на събитието Италиански ноти по света в Тренто. В Лампедуза той участва през месец септември във фестивала О'Ша, извикан от Клаудио Балиони. Той е и един от гостите в първия епизод на Star Academy, където се изявява с участниците с някои от старите си песни и сам с песентa Quello che comunemente noi chiamiamo amore.
На 19 март 2011 г. е пуснат компактдискът Non smettere di sognare – La colonna sonora, съдържащ Ti vorrei amare („Бих искал да те обичам“) на Лидия Скилачи – парче, написано от Макс Пецали.

#### 2012 г.: АлбумHanno ucciso l'Uomo Ragno 2012
На 31 януари 2012 г. певецът гостува на партито по повод 30-годишнината на Радио Диджей, което се провежда на Медиоланум Форум в Асаго пред 15 хил души. През февруари си сътрудничи с Ирене Форначари, пишейки текста на песента Come ti è venuto in mente („Как ти хрумна“). Той гостува и на първия епизод на телевизионната програма по Rai 1 Non sparate sul pianista.
На 27 април той гостува на MTV Spit като специално жури. На 14 май участва в партито по повод 30-годишнината на Радио Италия, което се провежда на Пиаца дел Дуомо в Милано. През същия период излиза и Con due deca – първата официална компилация от кавъри, посветени на група 883, която може да бъде изтеглена безплатно от Rockit.
На 12 юни излиза албумът му Hanno ucciso l'Uomo Ragno 2012 – рап изпълнение на дебютния албум на 883 Hanno ucciso l'Uomo Ragno (Убиха Спайдърмен) по повод 20-годишната кариера на певеца. Албумът съдържа оригиналната Sempre noi („Винаги ние“) с участието на Джей-Акс, както и преаранжираните версии на песните от албума от 1992 г., този път изпети с рапъри като Клуб Дого, Ентикс, Джей-Акс, Ту Фингърз, Федец, Емис Кила, Енси, Бейби Кей и Дарджен Д'Амико. Албумът веднага отива на върха на класациите, което не се случва от четири години насам, когато е издаден Time Out. 
На 18 август в Ричоне Пецали прави концерт със своя приятел и колега Джей-Акс, за да отпразнува 30 години на Радио Диджей, 90 години на Община Ричоне и 20 години от албума Hanno ucciso l'Uomo Ragno. Певецът присъства и в албума на Ту Фингърз в тригласов дует с тях и с Джей-Акс в песента Non capisco cosa vuoi („Не разбирам какво искаш“) – римейк на песента на 883 Non me la menare. 
След сингъла Sempre noi като сингъл от албума е извлечен и 6/1/sfigato 2012, по радиото от 20 юли. 
Към края на 2012 г. Макс е номиниран за Награда „Италиански видеоклип“ за видеоклипа на Sempre noi и MTV Hip Hop Awards в категорията за най-добро сътрудничество.
През декември той пише текста на песента 100.000 parole d'amore („100 хил. думи на любовта“) – оригинална песен, изпята от Давиде Мерлини, финалист на X Factor. След това си сътрудничи с Клуб Дого, пеейки в L'erba del diavolo („Дяволската трева“) и в Con un deca („С 10 хил. лири“) в албума им Noi siamo il club Reloaded Edition. 
От 19 февруари 2013 г. Макс е водещ на телевизионното шоу Le strade di Max (Улиците на Макс).

#### 2013 – 2014 г.: КомпилацияMax 20
През април 2013 г. е потвърдено, че на 4 юни ще бъде издаден нов албум – Max 20, съдържащ 14 песни на 883 и на Пецали, направени в дует с други известни италиански изпълнители, и 5 оригинални песни. На 10 май е пуснат първият сингъл, извлечен от албума, озаглавен L'universo tranne noi („Вселената освен нас“), който има голям успех в Италия. Впоследствие са обявени 22-те дати на новото турне на Пецали, 10 от които са разпродадени няколко дни след началото на продажбите. След това той си сътрудничи с Дарджен Д'Амико в песента Due come noi („Двама като нас“) от албума на Д'Амико Vivere aiuta a non morire и с Емис Кила в песента La testa vuota („Празната глава“) от албума на Кила Mercurio. В същия период се появява в киното като дубльор: озвучава героя Джак Тагърт в седмия филм от Киновселената вселена на Марвел „Железният човек 3“.
През май 2013 г. участва като жури във втория сезон на MTV Spit с водещ рапъра Маракеш. Към края на месеца Пецали заявява по време на интервю със сп. Rockol, че следващият албум с неиздадени песни ще бъде последният, предвиден в договора му с Уорнър Мюзик Груп, и че след издаването му той може да избере да се оттегли. През 2015 г. обаче продуцентът Клаудио Чекето обявява, че е подновил договора за още три години.
В началото на юни певецът участва в Музикални награди „Уинд“ 2013, където му е връчен златен диск за продажбите на албума Hanno ucciso l'Uomo Ragno 2012, и пее сингъла L'universo tranne noi, както и на Летния фестивал 2013 и на Наградите на Ем Ти Ви. 
През летните месеци той се посвещава на срещи с фенове в книжарници и търговски центрове и от 22 юли води заедно с Джейк Ла Фурия и Паола Йеци новото телевизионно предаване по Italia 1 Nord sud Ovest est – Tormentoni on the road, припомняйки различни хитове от изминалите лета.
През септември се завръща по радиото с Ragazzo inadeguato („Незадоволително момче“) – вторият сингъл, извлечен от албума Max 20. През същия период е номиниран и в категорията за най-добър италиански изпълнител на Музикалните награди на Ем Ти Ви Европа 2013.
На 10 октомври излиза неговата автобиография I cowboy non mollano mai – La mia storia („Каубоите никога не се отказват – моята история“). През същия месец излиза и видеоклипът на Ragazzo inadeguato, заснет заедно с Паоло Руфини, Франк Матано, Андреа Пизани, Лука Перачино и Гулиелмо Шила. Песента, освен всичко друго, е включена и като саундтрак във филма Fuga di cervelli на режисьора Паоло Руфини, пуснат в италианските кина през ноември 2013 г. 
През ноември започва турнето Max 20 Live Tour, което се оказва голям успех сред публиката, като повечето от датите са разпродадени и са повторени тези в Милано, Рим, Торино, Мантуа и Флоренция. В края на турнето, което приключва на 22 февруари 2014 г., то може да се похвали с над 200 хил. зрители на 30 концерта, всичките разпродадени.
На 10 януари 2014 г. е пуснат третият сингъл, извлечен от албума Max 20, озаглавен I cowboy non mollano (Каубоите не се отказват), придружен от музикален видеоклип в Дивия запад. На 18 март излиза официалното видео на Il presidente di tutto il mondo (Президентът на целия свят) – друга от оригиналните песни, съдържащи се в Max 20, като подарък за феновете след приключването на Max 20 Live Tour. След това певецът участва в Музикалните награди за 2014 г., където получава наградите „Мултиплатинен диск“ за продажбите на Max 20 и „Платинен диск“ за продажбите на сингъла L'universo tranne noi. 
През лятото на 2014 г.  Пецали участва в Летния фестивал с песента L'universo tranne noi и Sei fantastica с Емис Кила, и е удостоен с Награда „Лунеция Поп за музикално-литературна стойност" за песента Il Presidente di tutto il mondo.
На 1 декември, в сътрудничество с Радио Диджей, той издава коледния сингъл Natale con Deejay.

#### 2014 г.: АлбумAstronave Max
На 1 юни излиза новият албум на певеца Astronave Max (Космически кораб Макс), предшестван от синглите È venerdì („Петък е“) и Sopravviverai („Ще оцелееш“), издадени съответно на 24 април и на 29 май. На 28 май, четири дни след издаването на новия албум, Пецали участва в четвъртото издание на RadioItaliaLive – Il concerto на Пиаца дел Дуомо в Милано. На 25 септември излиза третият сингъл от новия албум – Niente di grave („Нищо сериозно“), а през декември е обявено, че певецът ще бъде част от треньорите на изданието на The Voice of Italy за 2016 г.
На 13 май 2016 г. е издадена Astronave Max – New Mission 2016 – нова версия на албума Astronave Max с две оригинални парчета:  Due anime („Две души“) и Non lo so („Не знам“), и концертният му албум Max Best Live.
През септември певецът е избран за лице на Макдоналдс. В същия период телевизионният канал DMAX, по повод излъчването в Италия на телевизионния сериал Harley and the Davidsons, извиква певеца да представи трите епизода от сериала, като също така разказва как страстта му към мотоциклетите и към историческите марката Харли Дейвидсън. Също през септември Бенджи и Феде обявяват участието му в песента Traccia numero 3 от новия им албум 0+, определяйки това сътрудничество като „мечта“, тъй като са израснали, слушайки песните на Макс и 883.

#### 2017 – 2018 г.: АлбумLe canzoni alla radioи сътрудничество с Нек и Франческо Ренга
На 2 юни 2017. излиза Le canzoni alla radio („Песните по радиото“) в сътрудничество с Найл Роджърс – първият сингъл от предстоящия нов студиен албум на певеца със същото име. Той е последван от втори сингъл, издаден на 11 септември в сътрудничество с Нек и Франческо Ренга, озаглавен Duri da battere („Трудни за побеждаване“). През септември е обявено, че от януари 2018 г. стартира ново турне в сътрудничество с Нек и Франческо Ренга на име Max Nek Renga, il tour. На 18 октомври Макс Пецали обявява, че ще отпразнува 25 години от кариерата си с издаването на 17 ноември на новия му албум Le canzoni alla radio, който е компилация от негови хитове и от хитове на група 883 плюс 7 оригинални песни (като Le canzoni alla radio и Duri da battere) и нов ремикс на песента Tutto ciò che ho („Всичко онова, което имам“).
На 28 септември по италианските кина излиза филмът Chi m'ha visto, в който участва и Пецали.
От януари 2018 г. Пецали се присъединява към постоянния актьорски състав на телевизионното предаване Che fuori tempo che fa.
На 10 февруари певецът участва като супер гост на петата вечер на 68-ия Фестивал в Санремо с песента Strada facendo („По пътя“), която изпълнява заедно с Клаудио Балиони, Франческо Ренга и Нек. В същия ден е обявено, че песента в безпрецедентна тригласова версия ще се съдържа в Max Nek Renga, il disco – двоен концертен албум, който излиза на 9 март и съдържа всички най-големи хитове на тримата певци, изпълнени този път на три гласа.
На 15 юни излиза новият му сингъл Un'estate ci salverà („Едно лято ще ни спаси“) – третият извлечен от албума Le canzoni alla radio.
На 23 октомври е обявено, че Пецали ще бъде сред главните действащи лица на големия концерт, озаглавен „Концерт за Генуа“, насрочен за 17 и 18 ноември на Стадион RDS в Генуа и посветен на жертвите на струтването на виадукта на автомагистрала Полчевера на 14 август, средствата от който ще бъдат дарени на „Сдружението на изселените от ул. Поро и ул. дел Капмасо“.
На 23 ноември излиза албумът на Кристина Д'Авена Duets Forever – Tutti cantano Cristina, в който Макс пее в дует с певицата Robin Hood – тематичната песен на едноименното аниме.
На 2 януари 2019 г. албумът му Le canzoni alla radio е удостоен със златен диск за продажби.

#### 2019 – 2020 г.: АлбумQualcosa di nuovoи двоен концерт на Стадион „Сан Сиро“ в Милано
През април 2019 г. е обявено, че Макс Пецали ще бъде лице на кампанията за даряване на данъчната квота 5x1000 за изследвания в областта на биомедицинските науки за сърдечно-съдовите заболявания, популяризирана от GSD Foundation, организацията с нестопанска цел на болницата „Сан Донато“.
На 21 юни излиза летният му сингъл Welcome to Miami (South Beach), който предшества новия му албум с оригинални песни Qualcosa di nuovo (Нещо ново), който предстои да излезе на 30 октомври.
В края на октомври певецът обявява чрез социалните мрежи сингъла си In questa città („В този град“), който излиза на 8 ноември. Обложката му е дело на римския карикатурист Дзерокалкаре, който е голям фен на певеца и на група 883. На 20 декември излиза ремикс версия на песента с участието на Кетама126.
На 29 ноември на неговия Ютюб канал се появява Siamo quel che siamo („Ние сме това, което сме“) в сътрудничество с ДжониСкандал. Песента, избрана за рекламната кампания на бисквитите Ринго, впоследствие е включена в новия албум на Пецали.
През декември е обявен концертът му за 10 юли 2020 г. на Стадион „Сан Сиро“ в Милано, наречен San Siro canta Max (Сан Сиро пее Макс). Разпродадено за малко по-малко от три седмици, към събитието е добавено второ шоу, отново на Сан Сиро, за 11 юли. След това то е отложено за 10 и 11 юли 2021 г. предвид здравната ситуация, свързана с коронавирусната пандемия и в крайна сметка е преместено за 15 и 16 юли 2022 г. В същия период албумът Max Nek Renga, il disco, издаден през 2018 г., става златен за продажби.
На 10 януари 2020 г. излиза La mia hit („Моят хит“) – новият сингъл от албума ReAle на Джей-Акс, направен със сътрудничеството на Макс Пецали.
На 6 март е пуснат новият сингъл на певеца Sembro matto („Изглеждам луд“). Ремикс версията на песента излиза на 17 април с участието на рапъра Торменто.
На 5 юни Макс Пецали пуска сингъла Una canzone come gli 883 („Песен като 883“), направен със сборна група DPCM Squad, включваща Ло Стато Сочале, Емис Кила, Джей-Акс, Пингуини Татичи Нуклеари, Марко Джалини и Пиерлуиджи Пардо, приходите от който са изцяло дарени на фонд за подкрепа на изпълнители, музиканти и техници, силно засегнати икономически от коронавирусната пандемия през 2020 г.
На 16 октомври излиза 4-ият сингъл от едноименния му албум Qualcosa di nuovo (Нещо ново).

## Личен живот
От брака си с Мартина Маринучи (продължил от 2005 до 2013 г.) певецът има един син – Ило, роден на 24 септември 2008 г. На 28 април 2019 г. Пецали се жени за Дебора Пеламати.
Той е голям фен на мотоциклетите: името на неговата група е избрано в знак на почит към модела Харли Дейвидсън Спорстър, чийто най-малък работен обем е 883 кубика. Той заявява, че никога не е искал да купува този модел мотоциклет заради суеверие. От 2000 г. е акционер в оторизираното представителство на марката в Павия, а през 2015 г. отваря кафене, намиращо се в непосредствена близост до него.
Той също така е голям фен на комиксите за супергероите на Марвел и на комиксовата поредица на Лео Ортолани „Човекът плъх“, определена от певеца като „един от най-оригиналните комикси, раждани някога в нашата страна“. Той е голям почитател на римския карикатурист Дзерокалкаре. В средата на 1990-те г. публикува, в сътрудничество с Аде Капоне, свой собствен комикс, озаглавен Gli anni d'oro („Златните години“), в който 883 са главните герои. Твърди, че има колекция от над 1300 комикса.
Певецът е голям почитател на американския певец и автор на песни Брус Спрингстийн, който е важен източник на вдъхновение за неговата музикална кариера. Една от големите му мечти е да пее с него.
Той е голям фен на ФК „Интер“. На 27 май 2007 г. пее на стадион „Джузепе Меаца“ на честването на 15-тото първенство на Интер заедно с други изпълнители-фенове на обора като Роберто Векиони, Лучано Лигабуе и Елио.
Пецали обича татуировките и има много, включително името на сина си и символите на местата, които обича най-много.

## Дискография

### С група 883

#### Студийни албуми
- 1992 – Hanno ucciso l'Uomo Ragno
- 1993 – Nord sud ovest est
- 1995 – La donna il sogno & il grande incubo
- 1997 – La dura legge del gol!
- 1999 – Grazie mille
- 2001 – Uno in più

#### Компилации
- 1994 – Remix '94
- 1998 – Gli anni
- 2000 – Mille grazie (издаден само в Австрия, Швейцария и Германия)
- 2002 – Love/Life (акредитиран на "Макс Пецали/883")
- 2013 – Collection: 883

### Соло албуми

#### Студийни албуми
- 2004 – Il mondo insieme a te
- 2007 – Time Out
- 2011 – Terraferma
- 2015 – Astronave Max
- 2020 – Qualcosa di nuovo

#### Компилации
- 2005 – TuttoMax
- 2012 – Hanno ucciso l'Uomo Ragno 2012
- 2013 – Max 20
- 2017 – Le canzoni alla radio

#### Концертни албуми
- 2008 – Max Live 2008
- 2018 – Max Nek Renga, il disco (с Нек и Франческо Ренга)

## Турнета
- 2004 – Il Mondo Insieme a Te Tour 2004
- 2005 – Max Live Tour 2005
- 2007 – Max Tour 2007
- 2008 – Max Live Tour 2008
- 2011 – Terraferma Tour 2011
- 2013 – Max 20 Live Tour
- 2015 – Astronave Max Tour
- 2018 – Max Nek Renga, il tour
- 2021 – MAX90 LIVE

## Видеография и филмография

### VHS
- 1993 – Nord sud ovest est Video LP
- 1995 – La donna il sogno & gli altri video
- 1997 – La dura legge del gol! Video LP
- 1998 – Gli anni Video LP
- 1999 – Jolly Blu

### DVD
- 2005 – TuttoMax Video
- 2008 – ShowTime h. 21.30
- 2008 – Max Live 2008

### Музикални видеоклипове
- 2004: Lo strano percorso
- 2004: Il mondo insieme a te
- 2005: Fai come ti pare
- 2005: Eccoti (New 2005)
- 2005: Me la caverò
- 2007: Torno subito
- 2007: Sei fantastica
- 2008: Mezzo pieno o mezzo vuoto
- 2008: Ritornerò
- 2008: Il meglio
- 2011: Il mio secondo tempo
- 2011: Credi
- 2011: Quello che comunemente noi chiamiamo amore
- 2011: Ogni estate c'è
- 2011: Terraferma
- 2012: Tu come il sole (risorgi ogni giorno)
- 2012: Sempre noi (feat. Джей-Акс)
- 2012: 6/1/sfigato 2012 (feat. Ту Фингърз)
- 2012: Con un deca 2012 (feat. Клуб Дого)
- 2012: Hanno ucciso l'Uomo Ragno 2012 (feat. Дарджен Д'Амико)
- 2013: L'universo tranne noi
- 2013: Ragazzo inadeguato
- 2014: I cowboy non mollano
- 2014: Il presidente di tutto il mondo
- 2014: Natale con Deejay
- 2015: Sopravviverai
- 2015: Come Bonnie e Clyde
- 2015: Niente di grave
- 2016: Due anime
- 2016: Non lo so
- 2017: Le canzoni alla radio (feat. Найл Роджърс)
- 2017: Duri da battere (feat. Нек и Франческо Ренга)
- 2018: Strada facendo (с Нек и Франческо Ренга)
- 2018: Un'estate ci salverà
- 2019: Welcome to Miami (South Beach)
- 2019: In questa città
- 2019: Siamo quel che siamo (feat. ДжониСкандал)
- 2020: Sembro matto
- 2021: Qualcosa di nuovo
- 2021: Quello che capita (с Антонело Вендити)
- 2021: Ti sento vivere (с Джулиано Санджорджи)
- 2021: Nord sud ovest est (с Елио)
- 2021: Come mai (с Клаудио Балиони)
- 2021: Rota per casa di Dio (с Джанлука Гриняни)

### Телевизия
- Sanremo giovani (Rai 1, 1998)
- Telethon (Rai 1, 1998) inviato
- Sabatokyo (Italia 1, 1999)
- Le strade di Max (Deejay TV, 2012-2013)
- MTV Spit (MTV, 2013)
- Nord sud ovest est – Tormentoni on the road (Italia 1, 2013)
- The Voice of Italy (Rai 2, 2016) coach
- Che fuori tempo che fa (Rai 1, Rai 2, 2018-2019)

### Филми

#### Кино
- Jolly Blu, реж. Стефано Салвати (1998). В него Пецали разказва за произхода на успеха си от 1992 г. Филмът свързва различните му песни заедно. Той е музикален, тъй като разказва и за произхода на някои негови песни и в него участват гостуващи звезди като Джованоти. Филмът няма голям успех в киното, но се радва на успех по телевизията.
- Chi m'ha visto, реж. Алесандро Понди (2017)
- Cobra non è, реж. Мауро Русо (2020)

#### Телевизия
- Un medico in famiglia, реж. Рикардо Дона (2000)
- L'ispettore Coliandro, реж. Манети Bros. (2009)

## Книги
- 1995 – Gli anni d'oro (fumetto)
- 1998 – Stessa storia, stesso posto, stesso bar (autobiografia)
- 2008 – Per prendersi una vita (romanzo)
- 2013 – I cowboy non mollano mai – La mia storia (autobiografia)
- 2021 – Max90. La mia storia. I miti e le emozioni di un decennio fighissimo

## Сътрудничество
В хода на своята кариера Макс Пецали си сътрудничи с множество изпълнители:
- Марио Фарджета – Hanno ucciso l'Uomo Ragno Remix и Con un deca Remix, от албумите Remix '94 и Hanno ucciso l'Uomo Ragno.
- Молела – Nella notte Remix от албумите Remix '94 и Nord sud ovest est.
- Датура – Nord sud ovest est Remix, пак там
- Стефано Секи – Sei un mito Remix, пак там
- У.з.у.р.а. – Non ci spezziamo Remix от албума Remix '94
- Диджей Мико – Weekend Remix, пак там
- Блис Тим – Gli anni Remix и Il grande incubo Remix от албума на 883 La donna il sogno & il grande incubo
- Катерина Рапочо – Aeroplano, излязла през 1994 г. и издадена от Пецали в преизданието от 2000 г. на албума му Nord sud ovest est.
- Ники – L'ultimo bicchiere, последно парче от албума на Rock normale (1994). Демо на песента е публикувана в преизданието на албума на Макс от 2000 г. Nord sud ovest est.
- Фиорело – Finalmente tu, с която участва във Фестивала в Санремо 1995. Макс, който е неин автор заедно с Мауро Репето, я изпълнява в албума на 883 La dura legge del gol. Освен това двамата певци продуцират видео (част от Nord sud ovest est), в което изпълняват песента Come mai, написана от Репето, който се появява и във видеото. В един епизод на телевизионната програма Stasera pago io от 2004 г. двамата пеят Finalmente tu, Come mai и Sei un mito. Последният дует е включен в албума на Фиорело A modo mio. Фиорело участва в албума на Макс Max 20 с песента Sei un mito.
- Паола и Киара – хористки в албума на 883 La donna il sogno & il grande incubo.
- Бинарио – La musica che piace a noi от албума на Бинарио от 1996 г. La musica che piace a noi.
- Айфел 65 – La regina del Celebrità Remix от албума на 883 Grazie mille.
- Джованоти – Cloro, от албумите на 883 Uno in più и Tieni il tempo 2013, издадена в албума на Макс Max 20. Джованоти се появява и във филма на Макс от 1998 г. Jolly Blu, в който се говори за кариерата и песните на 883.
- Джей Акс – Noi parte 2 от албума на 883 Uno in più, Sempre noi от албума на Макс Hanno ucciso l'Uomo Ragno 2012, La mia hit от албума на Джей Акс ReAle и 7080902000 от албума на Макс Qualcosa di nuovo. Макс пише за Джей Акс песента Nati così в албума на Джей Акс Il bello d'esser brutti.
- Сирия – Essere in te от албума на 883 Uno in più; песента е включена в албума на Сирия Le mie favole. Макс пише за нея текста на сингъла Odiare, излязъл през 2014 г. В албума на Макс Time Out тя участва в хоровете на песента Torno subito, а в албума му Astronave Max – в хоровете на Fallo tu и на Generazioni.
- Алекс Брити – Essere in te (свири на китара) от албума на 883 Uno in più.
- Елио е ле Сторие Тезе – Shpalman® от албумите на групата Cicciput и Gattini. Роко Таника от групата свири на пиано в албума на Макс Il mondo insieme a te, а Елио участва в песента Nord sud ovest est от албума на Макс Max 20.
- Ли Атрочи – текст и музика на Lasciala stare от албума на групата от 2004 г. L'armata del metallo, впоследствие записана на демо версия от 883 и включена в преизданието от 2000 г. на албума Hanno ucciso l'Uomo Ragno.
- Диджей Франческо – Il mondo di Francesca от едноименния албум на DJ Франческо от 2005 г. и изпълнена в дует на живо на Фестивала в Санремо 2005.
- Едоардо Бенато – La televisione che felicità от албума на Бенато от 2005 г. La fantastica storia del Pifferaio Magico и La dura legge del gol от албума на Макс Max 20.
- Фламинио Мафия – La mia banda suona il rap, за която Макс сътрудничи при написването на текста и музиката и пее припева. Групата се появява във видеоклиповете на песните на Макс Come deve andare и Uno in più.
- Стилофоник – La metro eccetera, кавър на песента на Лучо Батисти.
- Номади – по случай на честването на 40 г. дейност на групата през 2003 г. Макс Пецали участва като гост в три концерта, пеейки известната Un pugno di sabbia и се появява на края на концерта в припева на хита на групата Io vagabondo.
- Тициано Феро – в албума на Макс Time Out Феро участва в хоровете на едноименната песен
- Ерос Рамацоти – Sei fantastica (свири на китара) от албума на Макс Time Out и Lo strano percorso от албума на Макс Max 20.
- Данило Калвио (барабанист на Финли) – Il meglio (свири на барабани) от албума на Макс Time Out.
- Клаудио Бизио – в сингъла Comme Jamais по нотите на парчето Come mai.
- дАРИ – в парчето и във виодеклипа на Non pensavo – сингъл от албума на дАРИ от 2008 г. Sottovuoto generazionale и впоследствие  преадаптирано.
- 55 италиански изпълнители – в Domani 21/04.2009.
- Лило и Грег – Il mio secondo tempo, изпълнена в дует на живо на Фестивала в Санремо 2011.
- Ариза – за Mamma mia dammi cento lire изпълнена на Фестивала в Санремо 2011, издадена в луксозната варсия на албума на Макс Terraferma.
- Лидия Скилачи – авторка на текста на парчето Ti vorrei amare.
- Ирене Форначари – авотрка на текста на парчето Come ti è venuto in mente.
- Ту Фингърз – Non capisco cosa vuoi (заедно с Джей Акс) от албума на групата Mouse Music и  6/1/sfigato 2012 от албума на Макс Hanno ucciso l'Uomo Ragno 2012.
- Емис Кила – Te la tiri  от албума на Макс Hanno ucciso l'Uomo Ragno 2012 и La testa vuota от албума на Кила Mercurio. Освен това в изданието New Mission 2016 на албума на Макс Astronave Max Кила се появява за кратко в концертната версия на Sei fantastica.
- Клуб Дого – Con un deca от албума на Макс Hanno ucciso l'Uomo Ragno 2012 и L'erba del diavolo (заедно с Датура) от албума им Noi siamo il club.
- Даржен Д'Амико – Hanno ucciso l'Uomo Ragno от албума на Макс Hanno ucciso l'Uomo Ragno 2012 и Due come no от албума на Д'Амико Vivere aiuta a non morire.
- Ентикс – Non me la menare от албума на Макс Hanno ucciso l'Uomo Ragno 2012.
- Енси – S'inkazza (Questa casa non è un albergo), пак там.
- Федец –  Jolly blue, пак там.
- Бейби Кей – Lasciati toccare, пак там
- Давиде Мерлини – автор на текста на песента 100000 parole d'amore.
- Паоло Дзаноко – La mè giuentù от албума на Дзаноко La pastiglia.
- Клаудио Балиони – Come mai от албума на Макс Max 20.
- Давиде ван де Сфроос – Come deve andare, пак там.
- Нек – Nessun rimpianto от албума на Макс Max 20 и Duri da battere (заедно с Франческо Ренга) от албума на Макс Le canzoni alla radio. Тримата певци си сътрудничат в турнето Max Nek Renga, il tour и правят съвместен албум Max Nek Renga, il disco.
- Раф – Sei fantastica от албума на Макс Max 20.
- Джанлука Гриняни – Rotta x casa di Dio от албума на Макс Max 20 и Primo treno per Marte от албума на Гриняни Una strada in mezzo al cielo.
- Джулиано Санджорджи – Ti sento vivere, от албума на Макс Max 20.
- Антонело Вендити – Quello che capita, пак там.
- Чезаре Кремонини – Gli anni, пак там
- Франческо Ренга – Duri da battere (заедно с Нек) от албума на Макс Max 20 с Eccoti и Le canzoni alla radio. Тримата певци си сътрудничат в турнето Max Nek Renga, il tour и издават съвместния албум Max Nek Renga, il disco.
- Рон – Una città per cantare (заедно с 25 изпълнители) и Stella mia от албума на Рон La forza di dire sì.
- Николо Контеса – фронтмен на И Кани, съавтор на парчето Due anime от изданието New Mission 2016 на албума Astronave Max.
- Дзиба – Non lo so (участие в хоровете и съавторство) от изданието New Mission 2016 на албума на Макс Astronave Max.
- Бенджи и Феде – Traccia numero 3 от албума им 0+.
- Найл Роджърс – Le canzoni alla radio от албума на Макс Le canzoni alla radio.
- Екс Отаго – Un'estate ci salverà.
- Кристина Д'Авена – Robin Hood от албума ѝ Duets Forever – Tutti cantano Cristina.
- ДжониСкандал – Siamo quel che siamo от албума на Макс Qualcosa di nuovo.
- Кетама126 – In questa città (Roma Milano Remix).
- Торменто – Sembro matto от албума на Макс Qualcosa di nuovo. Има и ремикс на песента.
- 54 италиански изпълнители – Ma il cielo è sempre blu.
- DPCM Squad – Una canzone come gli 883 (заедно с Ло Стато Сочале, Чимини, Емис Кила, Еудженио ин Виа ди Джоя, Фаст Анималс ънд Слоу Кидс, Марко Джалини, Джей Акс, Джейк Ла Фурия, Ла Пина, Пиерлуиджи Пардо, Пингуини Татичи Нуклеари и Никола Савино).